# 切里萊恩 (北卡羅萊納州)
切里萊恩（英語：Cherry Lane）是位於美國北卡羅萊納州亞利加尼縣的非建制地區。

## 歷史
切里萊恩的郵局於1858年設立，其後於1955年停運。

## 地理
切里萊恩所處的海拔為高於海平面870米（即2854英呎），而該地所採用的時區為UTC-5，即北美东部时区（EST）。同時該地設有夏令時間，為UTC-5調快一小時，即UTC-4（EDT）。